# Пан Роман
Пан Роман — вигаданий персонаж відеокліпів українського письменника та блогера Романа Чихарівського, якого він створив за допомогою маски у Snapchat. Пан Роман набув популярності у 2022 році завдяки гумористичним відео, які публікуються в TikTok та Instagram.

## Образ
Роман Чихарівський почав записувати відео на початку 2022 року. Спочатку він робив гумористичні відеоролики для друзів за допомогою спеціальної маски в додатку Snapchat, яка трансформувала його в людину похилого віку. Після російського вторгнення припинив діяльність, але за місяць на прохання підписників повернувся до створення відео.
Починав записувати відео в образі наївного священника Романа. Згодом персонаж перетворився зі священника на побожного дивака-пенсіонера пана Романа з Галичини. Персонаж Чихарівського — це людина з минулого сторіччя, яка веде боротьбу з розпустою та дає поради у різних сферах: від інформаційних технологій та стартапів до стосунків. Політичним кредо пана Романа є вислів «Я є за Бога та за Україну». Як патріот він прибічник Віктора Ющенко, Андрія Садового та Ірини Фаріон.
Особливість образу це західноукраїнська говірка та інтонації, які використовує уродженець Тернопільщини Чихарівський. Гумористичності додає використання оксиморонів (поєднання непоєднуваного), наприклад гри слів «скрипт» і «сквірт». На думку Чихарівського основними рисами пана Романа є егоцентричність та інфантильність. Чихарівський також вигадав для пана Романа віртуальних членів родини: онука Маркіяна та родича з Польщі.
Задля покращення образу Чихарівський розвиває почуття гумору переглядаючи мультсеріал «Сімпсони», виступи українського стендапера Антона Стенюка та польськомовний YouTube.

## Популярність
Станом на січень 2023 року на його TikTok було підписано 185 тисяч людей, а на Instagram — 61 тисяча. Найполярнішим треком у виконанні пана Романа є «Сила покаяння».
Слова пана Романа з відео цитував голова Верховної Ради України Руслан Стефанчук під час засідання парламенту. Пан Роман також з'являється в альбомі гурту NAZVA.

## Автор
Роман Ігорович Чихарівський народився 4 жовтня 1995 року в селі Вишнівчик Теребовлянського району Тернопільської області. Батьки Романа працюють вчителями в школі. Зростав у віруючій родині, часто відвідував греко-католицьку церкву, але змінив своє ставлення до релігії після поїздки до дитячого табору «Артек».
Закінчив Теребовлянську гімназію у 2012 році. В наступному році став випускником Малої академії наук України (секція «Літературна творчість»). Переможець всеукраїнського конкурсу-захисту науково-дослідницьких робіт МАН України. Навчався на філологічному факультеті Львівського національного університету імені І. Я. Франка та в Польщі на журналіста. Два роки працював в хостелі, а потім інтернет-маркетологом.
Перша книжка Чихарівського «Святі не вимовляють „р“» (2013) вийшла друком у видавництві «Зелений пес», коли автору було 16 років. Книга містить 20 новел, які Чихарівський писав близько двох років. Твір отримав схвальний відгук від письменника Андрія Любки. Другий роман «Мудація» вийшов 2014 року у видавництві «Крок». За словами самого Чихарівського, книги він написав задля статусу у колі своїх друзів, які цікавились літературою. Чихарівський — учасник резиденції молодих україномовних письменників «Станіславський феномен», а також проектів «FreeArt» та «ViaCreators». 
З 2022 року веде «Галицько-галицький подкаст».